# Zapotal, Zozocolco de Hidalgo
Zapotal är en ort i Mexiko.   Den ligger i kommunen Zozocolco de Hidalgo och delstaten Veracruz, i den sydöstra delen av landet, 180 km öster om huvudstaden Mexico City. Zapotal ligger 139 meter över havet och antalet invånare är 728.
Terrängen runt Zapotal är kuperad åt sydväst, men åt nordost är den platt. Runt Zapotal är det ganska tätbefolkat, med 72 invånare per kvadratkilometer. Närmaste större samhälle är Olintla, 15,9 km väster om Zapotal. Omgivningarna runt Zapotal är en mosaik av jordbruksmark och naturlig växtlighet.